# Główny Urząd Ceł
Główny Urząd Ceł – były centralny urząd administracji rządowej powołany 14 lutego 1954 roku, wykonujący zadania z zakresu administracji celnej.

## Prezesi Głównego Urzędu Ceł
- 01.01.1946 – 30.09.1947 Kazimierz Siewierski
- 01.10.1947 – 30.06.1952 Zygmunt Czyżewski
- 01.07.1952 – 15.12.1953 Witold Tryuk /p.o./
- 16.12.1953 – 31.08.1969 Józef Konarzewski
- 01.09.1969 – 31.01.1972 Tomasz Antoniewicz, wiceprezes Józef Osek (od 1975)[1]
- 01.02.1972 – 15.11.1977 Jarosław Nowicki
- 16.11.1977 – 29.02.1980 Eugeniusz Dostojewski
- 01.03.1980 – 30.04.1985 Kazimierz Prośniak
- 15.08.1985 – 31.01.1990 Jerzy Ćwiek
- 01.02.1990 – 21.02.1991 Tomasz Bartoszewicz
- 22.02.1991 – 24.03.1991 Krzysztof Hordyński /p.o./
- 25.03.1991 – 20.08.1993 Mirosław Zieliński
- 23.08.1993 – 11.12.1993 Mariusz Jakubowski /p.o./
- 11.12.1993 – 16.03.1995 Ireneusz Sekuła
- 16.03.1995 – 29.06.1995 Lech Kacperski /p.o./
- 30.06.1995 – 30.06.1997 Mieczysław Nogaj
- 30.06.1997 – 07.01.1998 Tomasz Cecelski /p.o./
- 07.01.1998 – 12.05.1999 Janusz Paczocha
- 13.05.1999 – 05.12.2001 Zbigniew Bujak
- 05.12.2001 – 30.04.2002 Tomasz Michalak

## Likwidacja Głównego Urzędu Ceł
Na podstawie Ustawy z dnia 20 marca 2002 roku o przekształceniach w administracji celnej oraz o zmianie niektórych ustaw (Dz. U. z dnia 19 kwietnia 2002 roku) oraz na podstawie Rozporządzenia Ministra Finansów z dnia 19 kwietnia 2002 roku w sprawie likwidatora Głównego Urzędu Ceł (Dz. U. z dnia 25 kwietnia 2002 roku) 30 kwietnia tego samego roku został zlikwidowany Główny Urząd Ceł, w miejsce którego utworzona została Służba Celna.